# شهدخوار کلاه‌خاکستری
شهدخوار کلاه‌خاکستری (نام علمی: Aethopyga primigenia) یک گونه از پرندگان خانواده شهدخواران و بومی فیلیپین است. زیستگاه طبیعی آن جنگل‌های کوهستانی نمناک مرطوب استوایی است.

### زیرگونه‌ها
دو زیرگونه شناخته شده است:
- Aethopyga primigenia primigenia: در غرب، مرکز و جنوب میندانائو؛ سینه ساده‌تر
- Aethopyga primigenia diuatae: در شمال شرق میندانائو یافت شد. ظاهر کلی خاکستری‌تر، رگه سفید با لکه زرد روی سینه

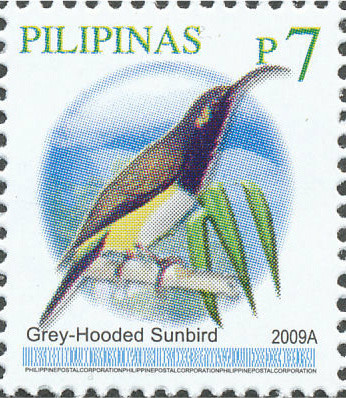
تمبر فیلیپین در سال 2009 که شهدخوار کلاه‌خاکستری را به تصویر می‌کشد